# Nukutavake
Nukutavake is een opgeheven atol in de eilandengroep van de Tuamotuarchipel (Frans-Polynesië). Het atol vormt met vier omringende atollen een bestuurlijke entiteit, de gemeente Nukutavake. 

## Geografie
Nukutavake ligt 15 km ten noordwesten van het atol Pinaki en 1100 km ten oosten van Tahiti. Het is een "gedeukte" ovaal met een lengte van 5,2 km en een maximale breedte van 1,3 km. Het landoppervlak bedraagt 5,5 km². Er is geen lagune, het eiland is bedekt met plantages van kokospalmen. Het regelmatige patroon van deze aanplantingen is met Google Earth goed te zien.
Het eiland ontstond rond de top van een vulkaan die 40 tot 50 miljoen jaar geleden van de zeebodem omhoog rees, weer daalde en vervolgens door tektonisch bewegingen iets omhoog kwam. Verweerd koraal vormde zandbanken en later zandduinen die tot 10 meter hoog opstoven.

## Geschiedenis
De eerste Europeaan die melding maakte van het eiland is de Britse zeevaarder Samuel Wallis in 1767. Hij meldde dat het eiland bewoond was en beplant met kokospalmen. In 1826 zou het eiland onbewoond zijn geweest. In de negentiende eeuw werd het eiland territoriaal bezit van Frankrijk. Er woonden toen ongeveer 30 mensen. De aanplant van kokospalmen en de winning van kopra werd toen een belangrijke economische activiteit. In 1852 stichtten missionarissen een parochie, in 1924 werd een kerk gebouwd. Deze parochie maakt deel uit van het bisdom Papeete, net als alle andere bewoonde atollen. 
In 1983 verwoestte een tropische cycloon een groot deel van het eiland. In 1984 strandde er op de noordwestkust een schip, dat er nu nog als wrak is te bewonderen.
In 1981 kwam er een start- en landingsbaan van 900 meter. Volgens cijfers uit 2019 werden jaarlijks 1000 passagiers vervoerd. De belangrijkste bestaansbronnen zijn kleinschalig toerisme en het maken van kopra. Verder is het eiland zelfvoorzienend voor wat betreft landbouw en visvangst. De meeste mensen wonen in het dorp Tavananui in het noordoosten van het eiland.

## De gemeente Nukutavake
Tot de gemeente behorende de volgende atollen:
- Nukutavake (5,5 km²)
- Vahitahi (2,5 km²)
- Vairaatea (4,36 km²)
- Pinaki (1,3 km², niet permanent bewoond)
- Akiaki (1,2 km², niet permanent bewoond)

In totaal woonden daar 295 mensen in 2017.

## Ecologie
Op het eiland komen 34 vogelsoorten voor waaronder zes soorten van de Rode Lijst van de IUCN waaronder de phoenixstormvogel (Pterodroma alba) en de endemische tuamotujufferduif (Ptilinopus coralensis) en zuidzeewulp (Numenius tahitiensis).